# St. Klemens (Odolena Voda)

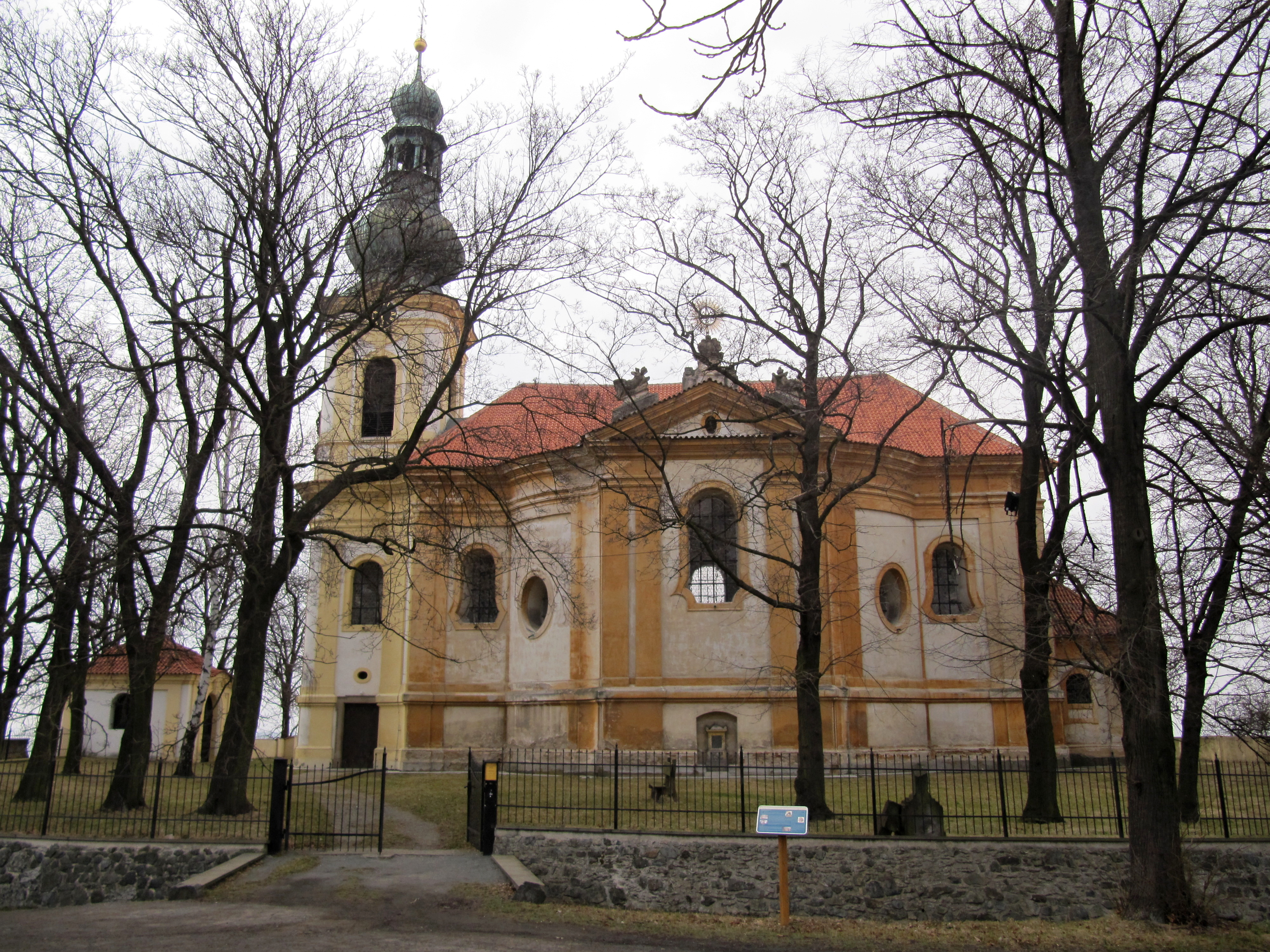
Odolenswasser, Klemens-Kirche

Die St.-Klemens-Kirche (tschechisch Kostel svatého Klimenta) ist die römisch-katholische Pfarrkirche von Odolena Voda (deutsch Odolenswasser), einer nördlich von Prag im Okres Praha-východ gelegenen Stadt.

## Geschichte
Im Zuge der Gegenreformation in Böhmen hatte das Jesuitenkolleg Clementinum in Prag 1671 die Herrschaft Odolenswasser erworben und zu einem Verwaltungszentrum ausgebaut. Auf dessen Veranlassung hin wurde die zuvor Johannes dem Täufer geweihte Pfarrkirche des Ortes 1733–1735 von Kilian Ignaz Dientzenhofer neuerrichtet und erhielt bei ihrer Einweihung das Patrozinium des hl. Clemens.

## Architektur
Die Klemenskirche wurde von Dientzenhofer über einen ähnlichen Grundriss wie bei der gleichzeitig von ihm errichteten Maria-Magdalenen-Kirche in Karlsbad angelegt, indem ein zentrales Oval von einem quergelagerten Oval für den Raum des Chores und der Musikempore überschnitten wird und zudem mit Altarnischen eine Querachse ausgebildet wird. Die Umfassungsmauern werden durch stark gegliederte Wandpfeiler akzentuiert. Am Außenbau sind die Querachsen als Giebelfronten artikuliert, die mit Pilasterpaaren besetzt sind, im Westen ist dem Kirchenbau ein Turm vorgesetzt, der mit einem Zwiebelhelm abschließt.
Die Quadraturmalerei im Innern der Kirche schuf der als Professor für Mathematik am Prager Clementinum tätige Jesuitenpater Johannes Kuben.

## Orgel
Die mit zweigeteiltem Prospekt zuseiten des Westfensters aufgestellte Orgel wurde um 1800 aus der Kirche St. Kajetan der Prager Kleinseite übertragen. Um 1900 erhielt sie ein neues Werk der Orgelbaufirma Gebrüder Paštika in Prag. Die Disposition lautet seither:
| I Manual C–f3 |            |       |
| 1.            | Principál  | 8′    |
| 2.            | Fléta      | 8′    |
| 2.            | Kryt       | 8′    |
| 4.            | Gamba      | 8′    |
| 5.            | Salicionál | 8′    |
| 6.            | Oktáva     | 4′    |
| 7.            | Mixtura    | 2 ⁄3′ |

| II Manual C–f3 |                    |    |
| 8.             | Principál houslový | 8′ |
| 9.             | Kryt líbezný       | 8′ |
| 10.            | Aeolina            | 8′ |
| 11.            | Oktáva             | 4′ |
| 12.            | Fléta              | 4′ |

| Pedal C–d1 |            |     |
| 13.        | Subbass    | 16′ |
| 14.        | Kryt tichý | 16′ |
| 15.        | Violon     | 16′ |

- Koppeln: I/I 4′, II/I 16′, II/I 8′, II/I 4′, I/P, II/P